# Muriel Dacq
« Dacq » redirige ici. Pour l’article homophone, voir Dac.
Muriel Dacq, née Muriel Desclée de Maredsous le 11 juillet 1962, est une chanteuse belge. Elle est principalement connue pour son tube Tropique, sorti en 1985 et qui a connu le succès l'année suivante.

## Carrière musicale
Issue d'une famille de la noblesse belge, Muriel Dacq se fait connaître grâce à la chanson Tropique en 1986 : vendue à plus de 300 000 exemplaires, elle se classe 6e du Top 50 et est certifiée disque d'argent. Muriel Dacq était à l'époque l'épouse d'Alec Mansion, membre du groupe Léopold Nord et Vous pour qui elle a produit le titre C'est l'amour.
Elle est l'une des interprètes de la chanson caritative On a toujours quelqu'un avec soi au bénéfice du Télévie, tout comme Axelle Red, Benny B, Claude Barzotti, Frank Michael, le Grand Jojo, Jeff Bodart, Nathalie Pâque, Philippe Swan, Sandra Kim, etc.
Elle sort d'autres singles, dont Là où ça, L'Enfer à l'envers, Je craque, sans connaître le succès. En 1995, elle publie l'album Ohé du vaisseau, et en 1997 le single Un peu + d'amour, sous le pseudonyme de Black & Dacq. 
En 1998, elle participe au single Le Bal des gueux d'Alec Mansion au profit de l’Opération Thermos, qui distribue des repas pour les sans-abris dans les gares[réf. nécessaire].

## Engagements
En 2006, elle figure sous son nom de naissance à la 16e place à Gesves sur une liste « ICG » pour les élections communales.
En 2009, elle cofonde le collectif Initiative citoyenne, un groupe destiné à obtenir plus de transparence et de démocratie dans le dossier de la grippe A H1N1, reconnu depuis pour ses positions pseudo-scientifiques et anti-vaccination, son manque de sérieux et d'éthique,,,
Depuis les années 2010, Muriel Dacq développe une activité de maraîchage biologique à Sart-Bernard (Namur). Elle cultive et vend en direct au consommateur sa production de fruits et légumes bio.

## Vie privée
Elle est divorcée d'Alec Mansion. Ensemble, ils ont trois enfants : Antoine, Charlotte (chanteuse comme ses parents sous son seul prénom), et Betty Mansion (chorégraphe et danseuse professionnelle à Paris).[réf. nécessaire]
Muriel Dacq vit désormais à Saillans dans la vallée de la Drôme. Elle y a organisé le 17 mai 2025 une soirée pour fêter les 40 ans de son tube Tropique, où des artistes belges tels que Benny B et Léopold Nord & Vous étaient invités pour un spectacle vintage et festif.

## Discographie

### Albums
- Muriel Dacq, CBS/Sony (1990)
- (avec Les Oufties), Les Plus Grands Succès de Noël, Sony (1991) - Japon
- Ohé du vaisseau, Sergent-Major Compagnie (1995)

### Singles
- Pardon (1985)
- Tropique (1985)
- Là où ça ??? (1986)
- Quand je pense à elle, est-ce qu'elle pense à moi ?? (M. Dacq et A. Mansion, sous le nom de Flash Black) (1986)
- Je craque (1987)
- L'Enfer à l'envers (1989)
- Ni pourquoi, ni comment (1990)
- Petit Papa Noël (1991)
- Un peu + d'amour (sous le nom Black & Dacq) (1997)
- New York New York (2020)